# Tzummarumervaart
De Tzummarumervaart (Fries en officieel: Tsjummearumer Feart) is een kanaal in de gemeente Waadhoeke in het noordwesten van de provincie Friesland (Nederland).
De Tzummarumervaart begint bij de Oosterbierumervaart in het dorp Tzummarum en loopt in zuidelijke richting. Onderweg kruist het kanaal de provinciale weg 384. Ten westen van het dorp Boer mondt het samen met het kanaal Ried uit in de Dongjumervaart. De Tzummarumervaart heeft een lengte van 2,5 kilometer.

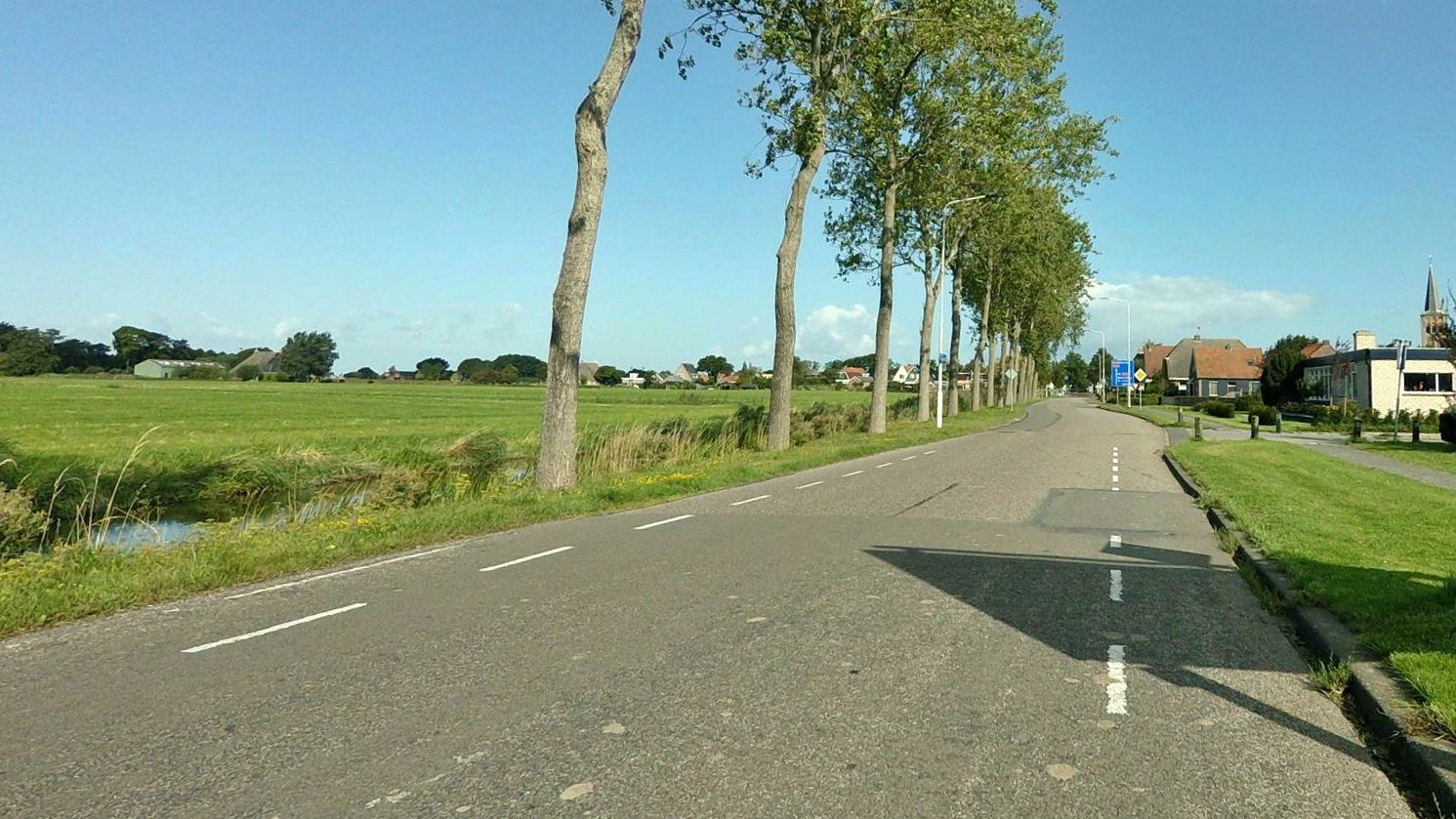
Links de Tzummarumervaart langs de N384 in Tzummarum